# Franz Josef Swoboda
Franz Josef Swoboda (* 17. März 1870 in Fünfhaus, heute zur Gemeinde Wien gehörend; † 26. März 1934 in Wien) war ein österreichischer Orgelbauer.

## Leben
Franz Josef Swoboda war das zweite Kind eines Wiener Weinhändlers und mehrfachen Hausbesitzers sowie Bruder des Hofrats-Prälaten Heinrich Sowoboda. Bereits mit acht Jahren baute er ein zweimanualiges Harmonium und mit elf Jahren eine Salonorgel. Nach Geheiß seines Vaters erlernte er vom 30. Dezember 1884 bis 26. Dezember 1887 beim Hofbaumeister Schmalzhofer das Bauhandwerk. Zwei Jahre später gab er diese Profession auf und machte bis 1891 beim Orgelbaumeister Josef Mauracher in St. Florian eine Orgelbaulehre. Anschließend ging er nach Deutschland und arbeitete dabei unter anderem bei den Orgelbaufirmen G. F. Steinmeyer & Co. in Öttingen und E.F. Walcker & Cie. in Ludwigsburg. Im Jahr 1894 errichtete er seine eigene Werkstatt in Wien und baute diese 1897 zu einer Fabrik aus.
Im Jahr 1903 erfolgte die Ernennung zum k.u.k. Hoforgelbauer. 1905 zeichnete Papst Pius X. ihn als päpstlicher Hoforgelbauer mit der Führung des Wappens im Schild aus und ein Jahr darauf erhielt er den St. Sylvester-Orden mit dem goldenen Sporn sowie die große päpstliche Medaille. 1910 erfolgte die Bestellung zum beeideten Schätzmeister und Sachverständigen des Wiener Handelsgerichtes und ein Jahr später ernannte man ihn zum Kaiserlichen Rat.

## Werke (Auswahl, chronologisch)
| Jahr | Ort                      | Gebäude                                | Bild | Manuale | Register | Bemerkungen |
| ---- | ------------------------ | -------------------------------------- | ---- | ------- | -------- | --- |
| 1899 | Jedenspeigen             | Pfarrkirche Jedenspeigen               |      | I/P     | 8        | neugotischer Orgelprospekt |
| 1900 | Kettlasbrunn             | Pfarrkirche Kettlasbrunn               |      | I/P     | 8        | umgebaut 1912, nicht erhalten; seit 1991 Orgel von Martin Pflüger (19/II/P) |
| 1900 | Breitenwaida             | Pfarrkirche Breitenwaida               |      | I/P     | 8        | nicht erhalten, pneumatische Traktur, nur Gehäuse erhalten |
| 1900 | Gießhübl                 | Pfarrkirche Gießhübl                   |      | I/P     | 10       | [ 4 ] |
| 1903 | Wien                     | Wiener Peterskirche                    |      | III/P   | 34       | Die Errichtung des Instruments mit 33 Register (aktuell 34) auf drei Manualen und Pedal erfolgte unter Verwendung des Orgelgehäuses von Gottfried Sonnholz aus dem Jahr 1751. Die Spiel- und Registertrakturen waren pneumatisch. Von 1939 bis 1948 wurde die Orgel von Johann M. Kauffmann umgebaut (neuer Spieltisch, Kegelladen, elektropneumatische Traktur, Dispositionsveränderung). |
| 1904 | Breitenstein NÖ          | Filialkirche Breitenstein              |      |         |          | Eine dreiteilige Orgel mit maßwerkverzierten Blendgiebeln. |
| 1905 | Breitenstein NÖ          | Filialkirche Klamm am Semmering        |      | I/P     | 5        | |
| 1904 | Wien                     | Versorgungsheimkirche                  |      | II/P    | 24       | Eine von der Bauunternehmung H. Rella & Kie., den Herren H.B. Ravagni, A. Cavagna und Rudolf Nemetschke gespendete Orgel mit 24 Register, darunter 11 vollbesetzte Stimmen mit 648 Pfeifen, 8 Koppelungen und 5 Kollektivtaster, die auf 2 Manuale mit je 4 ½ Oktaven Umfang und ein Pedal mit 2 ¼ Oktaven Umfang verteilt sind/waren, und pneumatische Mechanik. |
| 1905 | Oberfellabrunn           | Pfarrkirche Oberfellabrunn             |      | I/P     | 6        | [ 9 ] |
| 1906 | Haugsdorf                | Pfarrkirche Haugsdorf                  |      | II/P    | 22       | nicht erhalten; seit 1995 Orgel von Walter Vonbank (18/II/P) |
| 1907 | Wien                     | Kirche am Steinhof                     |      | II/P    | 11       | Von der ursprünglichen Orgel ist an sich nur mehr das Gehäuse erhalten. |
| 1908 | Untersiebenbrunn         | Pfarrkirche Untersiebenbrunn           |      | I/P     | 6        | Die Orgel ist original erhalten |
| 1909 | Großmeiseldorf           | Pfarrkirche Großmeiseldorf             |      | I/P     | 5        | [ 12 ] |
| 1910 | Wien                     | Donaufelder Pfarrkirche                |      | II/P    | 28       | Sie ist die größte noch spielbare im Originalzustand belassene Swoboda-Orgel. Die Orgel mit 28 Register, verteilt auf zwei Manuale und Pedal, besteht aus insgesamt 1.940 Pfeifen. Die kleinste misst 10 cm und die größte 5,5 m. Die Orgel ist im Originalzustand erhalten. |
| 1911 | Deutsch Wagram           | Pfarrkirche Deutsch-Wagram             |      | I/P     | 7        | [ 15 ] |
| 1911 | Götzendorf an der Leitha | Pfarrkirche Pischelsdorf an der Leitha |      | I/P     | 7        | Im Jahr 1962 in die Pfarrkirche Pischelsdorf an der Leitha übertragen; seit 1992: Orgel von Rudolf Novak, Klagenfurt |
| 1912 | Mariazell                | Basilika Mariazell                     |      | III/P   | 45       | Die von Kaiser Franz Joseph I. gestiftete Orgel (daher „Kaiserorgel“ genannt) hatte 45 Register, wobei das barocke Gehäuse und die Prospektpfeifen von der ursprünglichen Orgel unverändert übernommen wurden. Nach Umbauten 1928 (Cäcilia AG) und 1957 (Dreher&Flamm) erfolgte im Jahr 2003 ein Neubau der Orgel in das alte Gehäuse durch die Schweizer Orgelbaufirma Mathis; Hinweis: das Brüstungspositiv auf dem Foto wurde erst später durch Mathis Orgelbau rekonstruiert                                                                             |
| 1913 | Baden bei Wien           | Pfarrkirche Baden-St. Stephan          |      | II/P    | 28       | Nach der Beauftragung im Jahr 1911 errichtete er im Raum hinter dem Prospekt eine gänzlich neue Orgel mit romantischer Disposition und pneumatischer Traktur. Das Gehäuse der alten Johann-Hencke-Orgel mit den Prospektpfeifen aus dem 18. Jahrhundert wurde funktionslos an die Wand gestellt. In den 1980er Jahren wurde die Swoboda-Orgel demontiert und eine neue von der Orgelbaufirma Gerhard Hradetzky errichtet, wobei ein nahe dem Original der Hencke-Orgel entsprechende Rekonstruktion unter teilweiser Verwendung von Originalteilen erfolgte. |